# Stazione di Lavino
La stazione di Lavino era una stazione ferroviaria posta sulla linea Milano-Bologna, e punto d'origine della linea di cintura bolognese. È in servizio dal 2007 come posto di movimento; vi ha origine anche un'interconnessione con la linea ad alta velocità.
Sita in aperta campagna, nel territorio comunale di Anzola dell'Emilia, prende il nome dal torrente Lavino che scorre nelle immediate vicinanze.

## Storia
Già stazione, venne trasformata in fermata impresenziata il 14 agosto 2003.
Il 7 ottobre 2007 venne trasformata in posto di movimento.

## Strutture e impianti
L'impianto è posto alla progressiva chilometrica 9+522 della linea Milano-Bologna, fra la fermata di Anzola dell'Emilia e il posto di movimento Santa Viola.
Dispone di un fabbricato viaggiatori e di vari altri edifici di servizio tra cui una piccola rimessa per mezzi di servizio. Dispone di 5 binari di circolazione più due secondari, uno tronco e un altro a servizio della rimessa, e un altro posto lato Milano utilizzato per eventuali precedenze; i primi due binari erano serviti da due banchine collegate tra loro tramite sottopassaggio.